# هانس والتر وولف
هانس والتر وولف (بالألمانية: Hans Walter Wolff)‏ هو عالم عقيدة ألماني، ولد في 17 ديسمبر 1911 في بارمن في ألمانيا، وتوفي في 22 أكتوبر 1993 في هايدلبرغ في ألمانيا.